# Melee

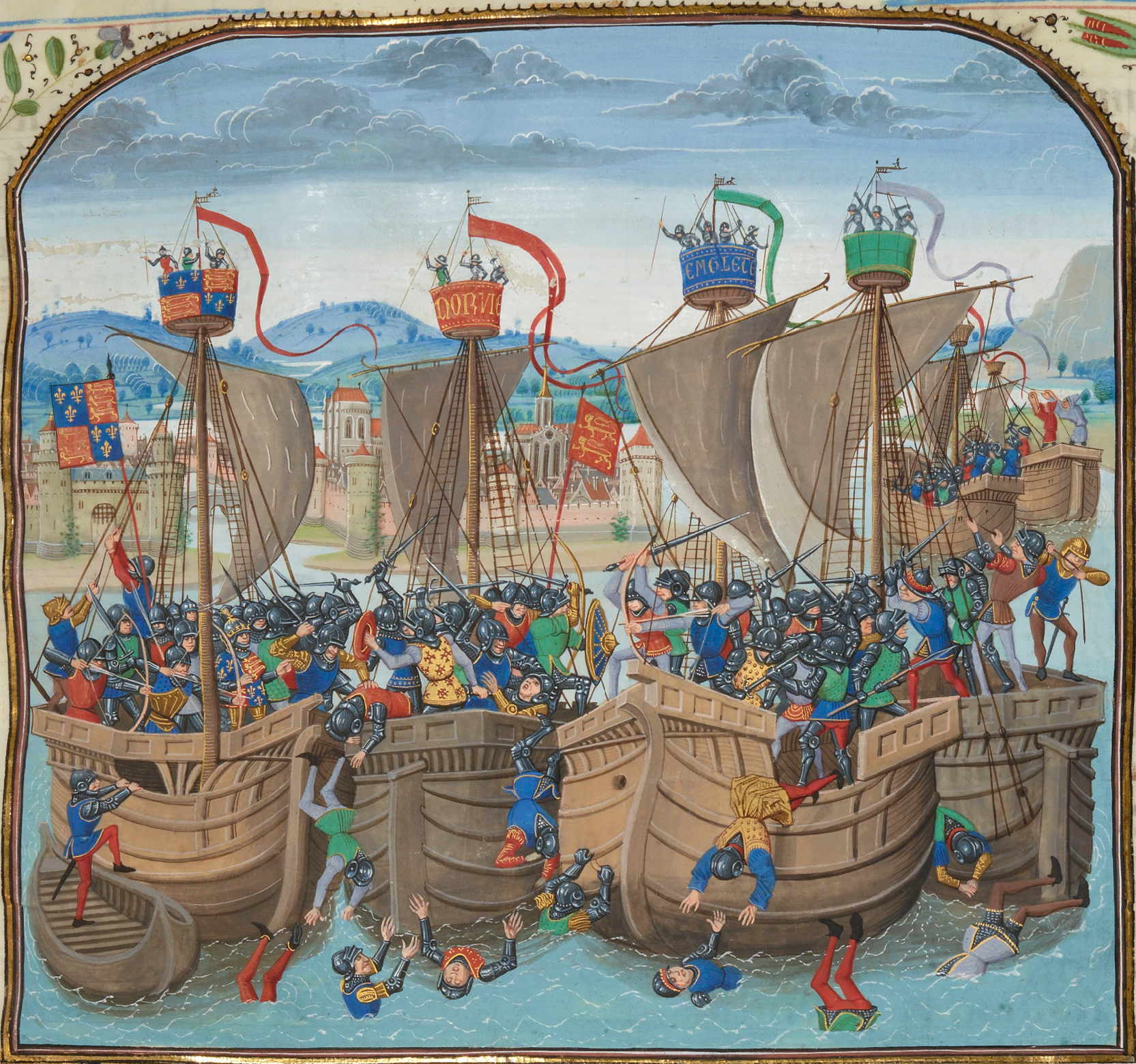
Melee a bordo delle navi alla Battaglia di Sluis 1340 (BNF Fr. 2643, XV secolo)

Battaglia di Lützen di Carl Wahlbom rappresenta un melee in cui re Gustavo II Adolfo di Svezia venne ucciso il 16 novembre 1632.

Melee, in lingua francese mêlée o pell-mell si riferisce ad un combattimento generalmente disorganizzato, un corpo a corpo, con scarso controllo centrale una volta iniziato.

## Storia
Nel 1579, in una traduzione da Plutarco, Vite dei nobili greci e romani, Thomas North usò il termine pelmel per riferirsi ad una ritirata disorganizzata. La frase venne poi utilizzata da William Shakespeare in Riccardo III, nel 1594:
La frase deriva dall'espressione francese pêle-mêle, un ritmo basato sull'antico francese mesler, dal significato di mescolare o socializzare. 

Il termine francese melee venne usato per la prima volta in inglese nel 1640 dall'antico francese mesler, che sopravvive in medley e meddle.
Lord Nelson descrisse le sue tattiche per la Battaglia di Trafalgar come l'induzione di una "battaglia di pell mell" incentrata su ingaggi tra singole navi in cui prevalsero il morale e l'abilità superiori della Royal Navy.
La distruttiva azione notturna della seconda Battaglia navale di Guadalcanal del 13 novembre 1942 fu così totalmente caotica e le navi furono così mescolate che un ufficiale successivamente la paragonò a "una rissa da bar dopo che le luci sono state spente".